# Rio Bracuí
O rio Bracuí é um rio brasileiro dos estado de São Paulo e Rio de Janeiro. Nasce no município de Bananal, na localização geográfica de: Latitude 22º47'18" Sul e Longitude 44º25'34" Oeste e segue em direção Sul do estado de São Paulo atravessando para o estado do Rio de Janeiro, desaguando no município de Angra dos Reis.
O nome vem do tupi ybyrá-ku'i "farinha de pau", "serragem".